# Občané pro Budějovice
Hnutí Občané pro Budějovice (HOPB) je české politické hnutí, které vzniklo v červenci 2010. Své zástupce má v zastupitelstvu města České Budějovice, v letech 2012-2020 také v zastupitelstvu Jihočeského kraje a v letech 2012–18 i v Senátu. Aktuálním předsedou hnutí je od ledna 2024 Juraj Thoma.

## O hnutí

### Program
Hnutí ve svém programu pro České Budějovice usiluje o naplnění těchto cílů:
- Občan a samospráva: efektivní, vstřícný a komunikující městský úřad, zjišťování názorů veřejnosti městským úřadem, podpora neziskové sféry.
- Strategický rozvoj: princip trvalé udržitelnosti využití fondu města a minimalizace zásahů do okolní krajiny, víceúčelovost a rozmanitost městských zón.
- Životní prostředí: ochrana a tvorba životního prostředí města jako cesta omezování zdrojů dopravního, hlukového, odpadového a jiného znečištění, ekologická informovanost a výchova.
- Doprava: tvorba funkčního integrovaného systému dopravy a dopravní infrastruktury navázané na nadregionální komunikační skelet.
- Památky, turistický ruch: živé historické centrum města, soužití bydlení, služeb, podnikání a netradičních kulturních aktivit, využití atraktivity Českých Budějovic a okolí.
- Kultura a sport: podpora kultury a sportu jako přirozených občanských aktivit, využití sportu a kultury jako prevence škodlivých společenských jevů.
- Vzdělávání: podpora široké nabídky veřejného i soukromého vzdělávání, využití moderních komunikačních technologií.
- Bydlení: podpora projektů určených k bydlení, které budou realizovány jinými než veřejnými zdroji, rezerva startovních a sociálních bytů v majetku města.
- Finance: vyrovnané městské finance, snižování zadlužení města.
- Vnější vztahy: spolupráce měst v regionu, efektivní využití zahraničních vztahů, využití zdrojů financování z Evropské unie.

### Vedení
- Předseda: Juraj Thoma
- Místopředseda: Hynek Látal

## Historie
V roce 2010 po odvolání primátora Juraje Thomy odešlo z klubu ODS na protest 7 zastupitelů, z nich 6 založilo nové uskupení. K těmto šesti zastupitelům se přidaly další osobnosti a do následujících voleb již kandidovali jako Občané pro Budějovice.

### Zastupitelstvo města České Budějovice
Komunálních voleb v roce 2010 se HOPB zúčastnilo v koalici s hnutím Starostové a nezávislí a volby díky zisku 26,27 % hlasů vyhrálo. Následně utvořilo koalici s ČSSD (16,79 %) a TOP 09 (10,10 %). KSČM (11,39 %) a ODS (14,89 %) zamířily do opozice.
O čtyři roky skončilo HOPB ve volbách třetí (14,18 %) za hnutím ANO (20,65 %) a ČSSD (15,25 %) a před KSČM (10,31 %), TOP 09 (6,60 %), KDU-ČSL (5,53 %) a ODS (5,41 %). HOPB spolu s ANO, TOP 09 a KDU-ČSL vytvořilo 21. listopadu 2014 koalici, která se opírala o hlasy 26 zastupitelů. V červnu 2015 byli na návrh ČSSD a díky hlasům dvou koaličních zastupitelů za KDU-ČSL a ANO odvoláni čtyři členové rady města včetně primátora, což způsobilo faktický konec koalice. V září 2015 vznikla nová koalice, kterou tvořily ANO, ČSSD, ODS a KDU-ČSL.
Po volbách v roce 2018 skončili druzí (16,4%) s devíti zastupiteli a opět se stali součástí vedení města.
Ve volbách 2022 získali 11,93% a 6 zastupitelů, z toho ovšem jeden byl za stranu Jihočeši 2012.

### Zastupitelstvo Jihočeského kraje
Pro volby do krajského zastupitelstva 2012 utvořilo HOPB koalici s hnutím Jihočeši 2012. Koalice získala 14,57 % hlasů, což HOPB vyneslo dva krajské mandáty. Zvítězila ČSSD (27,99 % hlasů/18 mandátů), která vytvořila krajskou vládu s KSČM (19,37/13). Do zastupitelstva Jihočeského kraje se dostaly také ODS (12,56/8) a TOP 09 (5,00/3).
Krajských voleb v roce 2016 se HOPB zúčastnilo spolu se Starosty a nezávislými a TOP 09 v koalici PRO JIŽNÍ ČECHY. Koalice získala 8,00 % hlasů, mezi pěti zvolenými zastupiteli je rovněž předseda HOPB Ivo Moravec.
V roce 2020 kandidovalo hnutí spolu s Jihočechy a Tábor 2020. Sdružení získalo ve volbách 4 mandáty, ale do zastupitelstva se nedostal žádný z členů HOPB.

### Senát
V říjnu 2012 uspěl kandidát HOPB Jiří Šesták ve volbách do senátního obvodu 14 (Budějovicko, Třeboňsko). V druhém kole porazil někdejšího hejtmana Jihočeského kraje Jana Zahradníka (ODS). Jiří Šesták se po svém zvolení stal členem senátorského klubu Starostové a nezávislí. Po úspěchu hnutí STAN v senátních volbách 2016 ho vedení hnutí navrhlo na pozici místopředsedy Senátu.. V roce 2018 však mandát neobhájil. V únoru 2024 ohlásil za hnutí kandidaturu do Senátu jeho současný předseda Juraj Thoma (společně s podporou HOPB a hnutí Starostové (STAN).

## Volební výsledky

### Volby do Senátu vobvodě České Budějovice
| Volby | Kandidát    | První kolo | První kolo | První kolo | Druhé kolo | Druhé kolo | Druhé kolo |
| Volby | Kandidát    | Hlasy      | v %        | Výsledek   | Hlasy      | v %        | Výsledek   |
| ----- | ----------- | ---------- | ---------- | ---------- | ---------- | ---------- | ---------- |
| 2012  | Jiří Šesták | 9,412      | 22.9       | 2.         | 11,495     | 55.0       | Vyhrál     |
| 2018  | Jiří Šesták | 11,908     | 27.3       | 2.         | 7,727      | 38.1       | Prohrál    |

### Zastupitelstvo Jihočeského kraje
| Volby | Hlasy           | Hlasy           | Mandáty | Mandáty | Postavení |
| Volby | Abs.            | %               | Abs.    | ±       | Postavení |
| ----- | --------------- | --------------- | ------- | ------- | --------- |
| 2012  | Za JIH 12       | Za JIH 12       | 2/55    | ▲2      | Opozice   |
| 2016  | S TOP 09 a STAN | S TOP 09 a STAN | 1/55    | ▼1      | Koalice   |
| 2020  | Za JIH 12       | Za JIH 12       | 0/55    | ▼1      | -         |

### Zastupitelstvo města České Budějovice
| Volby | Hlasy   | Hlasy | Mandáty | Mandáty | Pozice | Postavení |
| Volby | Abs.    | %     | Abs.    | ±       | Pozice | Postavení |
| ----- | ------- | ----- | ------- | ------- | ------ | --------- |
| 2010  | 333,958 | 26.3  | 15/45   | ▲15     | ▲1.    | Koalice   |
| 2014  | 147,980 | 14.2  | 8/45    | ▼7      | ▼3.    | Koalice   |
| 2018  | 198,183 | 16.4  | 9/45    | ▲1      | ▲2.    | Koalice   |
| 2022  | 141,334 | 11,9  | 5/45    | ▼3.     | ▼3.    | Opozice   |